# Dalälven
Der Dalälven (früher auch Dal Elf) ist ein Fluss in den historischen schwedischen Provinzen Dalarna, Västmanland, Gästrikland und Uppland.

## Geographie
Der Dalälven entsteht durch den Zusammenfluss des Västerdalälven und des Österdalälven. Am Unterlauf, bevor der Dalälven in die Ostsee mündet, liegen mehrere Seen, von denen der Färnebofjärden das Zentrum eines Nationalparkes bildet. Das Flusssystem des Dalälven ist mit 542 Kilometern das längste ins Meer mündende Schwedens. Der längste nicht ins Meer mündende ist der Klarälven.
Der Dalälven entwässert mit seinen Quell- und Nebenflüssen ein Gebiet von etwa 30.000 km². Darin liegen zahlreiche Fabriken und Gruben (Bergslagen), die schon seit dem Mittelalter genutzt wurden. Der Dalälven ist daher der schwedische Fluss, der am meisten Schadstoffe in die Ostsee führt (vor allem Schwermetalle, Cadmium und Zink aus dem Bergbau).

## Flößerei
Flößerei auf dem Dalälven ist ab dem Jahre 1600 dokumentiert. Ein wichtiger Faktor dafür war das Verbot Karls IX. im Jahre 1607, im Umkreis von einer Schwedischen Meile um das Faluner Bergwerk Holz zu ernten. Bis zur großen Gemeinheitsteilung (Storskiftet) in Schweden-Finnland und Englands Aufhebung der Zölle auf Holzprodukte wurde die Flößerei nur in kleinem Maßstab betrieben.
Vier bedeutende Sägewerksbetreiber dominierten die Flößerei auf dem Dalälven: Die 1858 gegründete Korsnäs AB am Runn; die Kopparbergs och Hofors Sågverks Bolag am Hosjön (See bei Falun), die 1861 begann und 1874 ihren Konkurrenten Carlfors Sågverksbolag aufkaufte; die Stora Kopparbergs Bergslags AB, die ihre Mühle an den Stromschnellen 1863 von Domnarvets Jernverk, einem Eisenwerk in Borlänge, modernisieren ließ; und schließlich eine Mühle in Älvkarleby, welche 1870 durch die Sägemühle Skutskär ersetzt wurde.
Die Flößerei auf dem Dalälven erreichte 1952 ihren Höhepunkt, als etwa 30 Millionen Stämme pro Jahr geflößt wurden. Sie endete 1970 auf einem Großteil des Flusses. Auch wenn auf dem Unterlauf des Flusses bis 1971 weiter geflößt wurde, waren die Bestände 1972 endgültig erschöpft. Im Jahre 1973 wurde der Fluss für die Flößerei endgültig geschlossen und 1977 alle Flößereianlagen stillgelegt.

## Varia
Dem Daläven ist das 29. Kapitel von Selma Lagerlöfs Roman Die wunderbare Reise des kleinen Nils Holgersson mit den Wildgänsen gewidmet.